# Le Livre de Monelle

Le Livre de Monelle est un livre de l'écrivain symboliste Marcel Schwob paru en 1894. Il s'agit d'un conte en prose poétique divisé en trois parties : Paroles de Monelle, Les Sœurs de Monelle et Monelle.